# British Academy Film Award/United Nations Award
British Academy Film Award: United Nations Award
Die Liste enthält Gewinner und Nominierte in der Kategorie „United Nations Award“ der British Academy Film Awards. Preise der Kategorie wurden von 1949 bis 1976 vergeben. Ausgezeichnet wurden Filme, die am besten den Geist der Vereinten Nationen zum Ausdruck brachten. Im ersten Jahr der Preisverleihung hieß die Auszeichnung „United Nations Award for the best Film embodying one or more of the principles of the United Nations Charter“. Ausgezeichnet wurden Filme des Vorjahres; im ersten Jahr gab es nur Nominierungen, jedoch keinen Gewinner.
Die aufgeführten Filme werden mit ihrem deutschen Verleihtitel (sofern ermittelbar) angegeben, danach folgt in Klammern in kursiver Schrift der fremdsprachige Originaltitel. Die Nennung des Originaltitels entfällt, wenn deutscher und originaler Filmtitel identisch sind. Die Gewinner stehen hervorgehoben an erster Stelle.

## 1940er-Jahre
1949
Hungry Minds
Atomic Physics
Der Fall Winslow (The Winslow Boy)

## 1950er-Jahre
1950
Die Gezeichneten (The Search)
Sardinia Project
Au carrefour de la vie
The People Between
Daybreak in Udi
1951
Griff in den Staub (Intruder in the Dust)
La montage est verte
Gnadenlos gehetzt (The Lawless)
1952
Die Vier im Jeep
Power for All
A Family Affair
Aufruhr in Santa Sierra (The Sound of Fury)
The Good Life
1953
Denn sie sollen getröstet werden (Cry, the Beloved Country)
Die Vergessenen (Los olvidados)
Neighbours
1954
World Without End
Teeth of the Wind
Jonnys neue Heimat (Johnny on the Run)
1955
The Divided Heart
Time out of War
1956
Kinder von Hiroshima (Genbaku no ko)
Stadt in Angst (Bad Day at Black Rock)
Escapade
Simba
1957
TKX antwortet nicht (Race for Life)
The Great Locomotive Chase
Under the Same Sky
Pacific Destiny
To Your Health
1958
Straße des Glücks (La route joyeuse)
Out
Like Paradise
1959
Flucht in Ketten (The Defiant Ones)
People Like Maria
Der unbekannte Soldat (Tuntematon sotilas)

## 1960er-Jahre
1960
Das letzte Ufer (On the Beach) – Stanley Kramer
Geschichte einer Nonne (The Nun’s Story) – Fred Zinnemann
1961
Hiroshima, mon amour – Alain Resnais
Unseen Enemies – Michael Clarke
Schatten (Shadows) – John Cassavetes
Nacht und Nebel (Nuit et brouillard) – Alain Resnais
Return to Life – John Krish
1962
Let my People Go
Liebenswerte Gegner (The Best of Enemies)
Spring über deinen Schatten (Take a Giant Step)
1963
Reach for Glory
Food or Famine
Der Kriegverweigerer (Tu ne tueras point)
1964
Karami-ai
Hinter feindlichen Linien (War Hunt)
1965
Dr. Seltsam, oder wie ich lernte, die Bombe zu lieben (Dr Strangelove)
23 Skidoo
Lilien auf dem Felde (Lilies of the Field)
Die blaue Eskadron (A Distant Trumpet)
1966
Tokio 1964 (Tôkyô orinpikku) – Kon Ichikawa
Sie nannten ihn King (King Rat) – Bryan Forbes
Angriffsziel Moskau (Fail Safe) – Sidney Lumet
Alexis Sorbas (Zorba the Greek) – Michael Cacoyannis
1967
The War Game – Peter Wakins
Der Pfandleiher (Pawnbroker) – Sidney Lumet
Panorama, Folge: Vietnam – People and War – Jo Menell
Die Russen kommen! Die Russen kommen! (The Russians are Coming, the Russians are Coming) – Norman Jewison
1968
 In der Hitze der Nacht (In The Heat of the Night) – Norman Jewison
Das 1. Evangelium – Matthäus (Il Vangelo secondo Matteo) – Pier Paolo Pasolini
1969
Rat mal, wer zum Essen kommt (Guess Who’s Coming to Dinner?) – Stanley Kramer
In Need of Special Care – Jonathan Stedall
2001: Odyssee im Weltraum (2001: A Space Odyssey) – Stanley Kubrick
Der Löwe im Winter (The Lion in Winter) – Anthony Harvey

## 1970er-Jahre
1970
Oh! What a Lovely War
Z
Asphalt-Cowboy (Midnight Cowboy)
Adalen 31 (Ådalen 31)
1971
MASH
Catch-22 – Der böse Trick (Catch 22)
Das Geständnis (L’aveu)
Kes
1972
Schlacht um Algier (The Battle of Algiers)
Der Hausbesitzer (The Landlord)
Joe Hill
Little Big Man
1973
Der Garten der Finzi Contini (Il giardino dei Finzi-Contini)
A Day in the Death of Joe Egg
Familienleben (Family Life)
Ein Tag im Leben des Iwan Denissowitsch (One Day in the Life of Ivan Denisovich)
1974
Der unsichtbare Aufstand (État de siège)
Unter Wilden (Savages)
Jesus Christ Superstar
Das Jahr ohne Vater (Sounder)
1975
Lacombe, Lucien
Die Geschichte der Jane Pittman (The Autobiography of Miss Jane Pittman)
1976
Abschied von einer Insel (Conrack)